# وهم (مسلسل)
وهم مسلسل سوري من إنتاج شركة سيريانا للإنتاج الفني والتوزيع. عرض في عام 2018. من إخراج محمد وقاف ومن تأليف سليمان عبد العزيز. 

## القصة
تدور أحداث المسلسل في إطار اجتماعي حول الوهم الذي يسيطر على الشباب وهو الهجرة إلى الخارج، وكيف يتم استغلال الشباب بسبب هذا الوهم . يبدأ من خلال قصة حب بين (ريتا) المحللة النفسية التي تعمل في الأمن الجنائي، ومحقق الأمن الجنائي (بيان) الذي يتعرف عليها خلال العمل بإحدى الجرائم.

## طاقم العمل
- صفاء سلطان
- محمد الاحمد
- زهير عبد الكريم
- زهير رمضان
- ورامز الاسود
- علاء قاسم
- ليليا الاطرش
- يحيى بيازي